# Meridiano 122 oeste
El meridiano 122 oeste de Greenwich es una línea de longitud que se extiende desde el Polo Norte atravesando el océano Ártico, América del Norte, el océano Pacífico, el océano Antártico y la Antártida hasta el Polo Sur.
El meridiano 122 oeste forma un gran círculo con el meridiano 58 este.
De norte a sur, el meridiano 122 oeste pasa a través de:
| Coordenadas                         | País, territorio o mar | Notas                                                                          |
| ----------------------------------- | ---------------------- | ------------------------------------------------------------------------------ |
| 90°0′N 122°0′O / 90.000, -122.000   | Océano Ártico          |                                                                                |
| 76°26′N 122°0′O / 76.433, -122.000  | Canadá                 | Territorios del Noroeste - Isla del Príncipe Patrick                           |
| 76°2′N 122°0′O / 76.033, -122.000   | Estrecho de McClure    |                                                                                |
| 74°31′N 122°0′O / 74.517, -122.000  | Canadá                 | Territorios del Noroeste - Isla de Banks                                       |
| 71°19′N 122°0′O / 71.317, -122.000  | Golfo de Amundsen      |                                                                                |
| 69°48′N 122°0′O / 69.800, -122.000  | Canadá                 | Territorios del Noroeste - pasando por el Gran Lago del Oso Columbia Británica |
| 49°0′N 122°0′O / 49.000, -122.000   | Estados Unidos         | Washington Oregón California                                                   |
| 36°58′N 122°0′O / 36.967, -122.000  | Océano Pacífico        |                                                                                |
| 60°0′S 122°0′O / -60.000, -122.000  | Océano Antártico       |                                                                                |
| 73°35′S 122°0′O / -73.583, -122.000 | Antártida              | Territorio no reclamado                                                        |